# Mala Hrastilnica
 Mala Hrastilnica  falu Horvátországban Zágráb megyében. Közigazgatásilag Križhez tartozik.

## Fekvése
Zágrábtól 40 km-re délkeletre, községközpontjától  3 km-re délnyugatra, az A3-as autópálya mellett fekszik.

## Története
1931-ig a mai Velika Hrastilnicával együtt az egységes Hrastilnica része volt. Lakosságát csak 1948-óta számítják önállóan. A településnek 2001-ben 202 lakosa volt.

## Lakosság
| Lakosság változása | Lakosság változása | Lakosság változása | Lakosság változása | Lakosság változása | Lakosság változása | Lakosság változása | Lakosság változása | Lakosság változása | Lakosság változása | Lakosság változása | Lakosság változása | Lakosság változása | Lakosság változása | Lakosság változása |
| ------------------ | ------------------ | ------------------ | ------------------ | ------------------ | ------------------ | ------------------ | ------------------ | ------------------ | ------------------ | ------------------ | ------------------ | ------------------ | ------------------ | ------------------ |
| 1857               | 1869               | 1880               | 1890               | 1900               | 1910               | 1921               | 1931               | 1948               | 1953               | 1961               | 1971               | 1981               | 1991               | 2001               |
| 0                  | 0                  | 0                  | 0                  | 0                  | 0                  | 0                  | 0                  | 139                | 133                | 128                | 139                | 116                | 105                | 93                 |

## Külső hivatkozások
Križ község hivatalos oldala